# 童思立
童思立（1337—1395），字伯礼，号谨节，元末明初江浙行省台州路（此为元时区划，明时改为浙江布政使司台州府）宁海县塔山（今属浙江省宁波市宁海县前童镇）人。

## 人物简介
童思立（1337—1395），字伯礼，号谨节，塔山童氏第七代世祖。他身长目秀，从小爱好读书，有明识特操、质性敦厚、侠义孝廉气质，立志让童氏子弟耕读传家，继承祖先诗礼名宗品德，弘扬前童优良传统，置六经群书数千卷，在石镜精舍创办了读书书院，曾两次邀请大名鼎鼎的方孝孺先生莅临前童讲学授教。

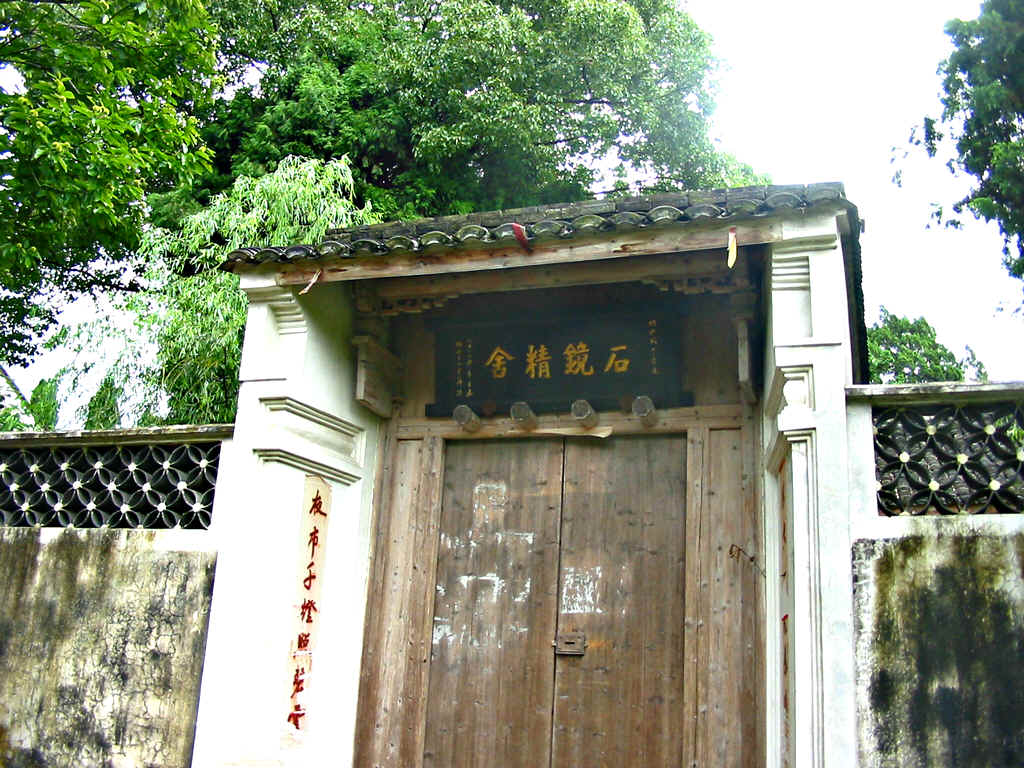

童思立虽年长方孝孺二十余岁，但他勤于精舍聆听求学，治心修身。这种精神感动了方先生，于是童思立与方孝孺交情深厚，成了知心挚友。童思立十分崇敬方孝孺博学多才、学术醇正、品格严谨的学者风范。方孝孺把思立比作凤凰：“谁知枳棘间，尚有莺凤鸣。”后来，童思立因方国珍兵稍案，遂戍充南京高邮卫，卒于洪武二十八年（1395年）八月廿六日，年仅五十有九。方孝孺特写了《祭童伯礼》的祭文：“云林有庐，其下流水。谓将与子，黄发燕喜。”称邑士伯礼是童氏房族诗礼名宗、耕读传家的楷模。

## 家族成员
父亲：童尚孙（1314—1368），字释卿，处士。

母亲：罗氏（1314—1391），即童贤母，方孝孺为之作《童贤母传》。
弟弟：童思忠(1343—1390），字伯言；童思德（1346—1388），字伯诚；童思恭（1351—1414），字伯谦。

作为方孝孺的十族门生而受到他“灭十族”的牵连，童思恭充军河北卢龙卫。这就是“沾亲案”。

妻子：石林周氏（1334—1406）。

儿子：童士斌（1358—1409），字景哲；童士宝（1366—？），字景彝。

与叔父一样受到牵连，士斌原被安排充军河北兴州卫，然而最后是士宝替兄充军。

侄子：童士林(1360—1434）、童士穆（1370—1449）、童士懋（1370—1438）、童士弘（1374—1425）、童士毅（生卒年不详）等。

童士林，字景纯，塔山人。方逊志门人。行履端谨，晦迹终身。著有文集。（《光绪宁海县志》）

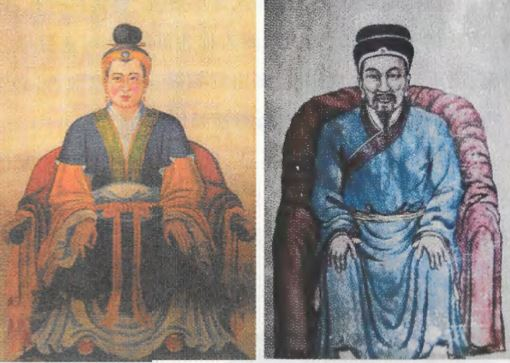

注：景纯，《宁海塔山童氏谱志》作“景淳”。
家族成员信息皆来自《宁海塔山童氏谱志》。

## 县志记载
清光绪年间的《宁海县志》记载童思立事迹如下：

童思立，字伯礼，塔山人。性孝友，悦读书，乐施与。建石镜精舍，聚六经群书数百卷，俾子侄讲习其中，三代不分异。弟伯谦皆与方逊志交游甚契。逊志寓京时，每以书来，欲举为孝廉，伯礼辄以母老为书辞之。后以寿终，逊志为文，往祭哭奠，甚哀。及逊志罹难，伯谦以方党谪戍卢龙。万历乙酉，赦其孙归。

## 遗训
童思立给后人的遗训如下，今被刻于童氏宗祠里的石碑上。

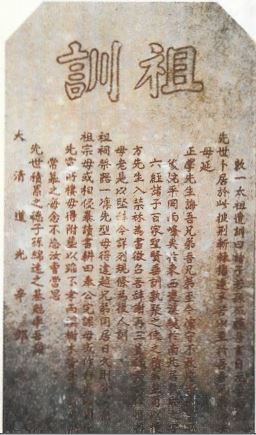

敦一太祖遗训曰：诸子若孙，咸听吾言：自宋季衰乱，先世卜居于此，披荆斩棘，播迁辛苦，以至于吾。吾兄弟幼失怙，吾母延正学先生，诲吾兄弟。吾兄弟至今凛守不敢忘，皆汝曹所亲见者也。夫水必有源，源远故流长；木必有本，本深则叶茂。彼夫前悬石镜，后枕平冈，两峰夹于东西，双溪绕于南北。居孰贻之安邪？桑麻土田，颇无旱涝之虑；山木溪鱼，堪给岁时之羞。业孰贻之厚耶？四书六经，子史百家，圣贤垂训，开卷有益。孰聚之使之积案盈笥，以便弦诵耶？汝曹能念造家之艰，则知守家之不易也。囊者，方先生入禁林，为书征召，吾辞谢再三。岂诚不乐仕进哉？顾念母老，是以坚辞。今详列规条，为后人训：

- 祖祠祭器，一禀先型，毋得违越。兄弟同居，日久则分，当念祖宗，毋或相侵暴。
- 读书耕田，奉公完课，毋或作奸慝以自取辱。
- 塔山以给采樵，毋伤萌蘖。鹿山作镇兹土，毋得削掘，以损来龙。
- 坟茔生灵所栖，毋得附葬，以蹈不孝。
- 两溪树木，皆吾手植，寒洪源蔽田宅，毋得剪伐。
- 婢仆与有勤劳，毋得凌虐。

昔万石君家，子孙皆孝行醇谨，光于汉史，吾常慕之，每念不忘。汝曹当思先世积累之德，子孙绵远之基，勉率吾语。

## 相关诗文
方孝孺在其《逊志斋集》中留下了多篇与童思立（伯礼）有关的诗文。

### 与童伯礼书
足下奋不溺于流俗，眇然深思，欲以礼义振其家声。收既析之昆弟，合爨而食，为制成法，以淑后人，此世之所仅有者。仆虽庸陋，固愿观德于左右，以佐末议，相其不及，导扬盛美，为闾里光荣。况足下有意乎振之，其何说之敢辞。然不幸为祖母所弃，虽逾时越月，以岁事之不易，柩犹在堂，未获襄举。方从父兄之后，抒晨夕之哀。徒奉教命，冒以衰服请见，则人谓我何！以吉服请见，则葬尚未举，释哀凌礼，谅亦非足下所以招之之意。是以仰德虽深，而未敢承命者，此也。抑足下见招者，岂以于圣贤君子之道不有闻乎？仆学甚陋，言甚讷，使胸中果有所蓄，造次未能发明，而况真无有邪。终日与人居，未尝一启口，或稍启口，辄触人而共哗之，坐是自惩创，弥不乐言语，纵欲时出片言，料无明其旨者，复断舌中止。足下虽雅好士，将焉取于此乎？虽然，于足下则不敢隐。

盖自古非言之难，能知言者难也。知言固难，而能行之者尤难也。足下所欲则者，金华郑氏。郑氏之师太史公尝为仆言，郑氏初合食甚久，而元之中世有曰某卿者，勇于适义，于人言无不立行，其心所向，万夫莫能回之。以故其所为事，多数百年士大夫家所未能行者，卒能大合其宗，暴其声光，赫然揭于天下，闻于后世。国史之法，王公之贵，苟无足称，皆摈而不录。而郑氏以布衣参名其籍，于今三朝，果何以致此哉？勇于为善，而知轻重之分故耳。其所为法，足下既已得之矣。能师其勇而力于行，虽无待于法，可也。人孰不乐告以善？苟信之未笃，执之未坚，一以为可焉，一以为否焉，则虽仆亦何能为？

然仆观世之人，不肯为善者，诚不达耳。吾乡虽小邑，富且贵者亦间见于时。未涉数十年，人已不知其姓名者多矣。此真贾竖之智，乌足道哉？足下独能知其非是，为子孙垂久远之业，自兹以往，苟能益行所闻，俾义声光于四方，则仆也为足下之里人，亦预有耀矣。当可为之时，愿加勉旃。仆他日获至于终丧，敢不承足下之命，尚当诵其所学，与足下讲之。

### 祭童伯礼
呜呼！我伤时人，以利胜恩。珍贵锱铢，芥视天伦。孰如吾子，爱友弟昆。同炀合藏，矢死靡分。众皆蚩蚩，适己志物。既充厥家，他人遑恤。孰如吾子，克广仁术。惠于艰茕，掊取则弗。人厚于躬，薄于奉先。贵为公卿，寝荐豆笾。孰如吾子，祠庙是虔。岁时烝尝，其仪秩然。鄙夫蓄财，吝啬自封。三牲私室，宾庖靡供。孰如吾子，待士敬恭。冠盖盈门，曾无怠容。彼氓寡知，谓学无益。骋私角慧，诋慢耆德。吾子惩之，闻善必式。宝爱训言，如金如璧。惟笃孝弟，以弘惠仁。虚心屈体，于贤于宾。观于其庭，长幼振振。嗟我乡闾，畴与为邻？

予昔卧病，杜门避咎。子招我游，欣然为起。云林有庐，其下流水。谓将与子，黄发燕喜。宦学于秦，不见七年。每以书来，慰我忧悁。祝子寿考，以迟我旋。云胡不留，永闭九泉。荒荒我里，士习日陋。谁能易之，力不能救。松柏之萎，荆棘之茂。追尔之亡，我心孔疚。秀目长身，玉雪其颜。梦寝见之，俨乎其存。驰觞往奠，不接笑言。序德告哀，以慰子孙。

### 寄童伯礼二首
其一

俗薄吾深厌，家肥子孰过。孝慈诸弟共，才俊一门多。处世难同众，居乡本贵和。古来修礼让，盗贼尚投戈。

其二

黍肉屡来馈，存心殊自怜。伤廉增我过，尚德贵君贤。握臂知身瘦，捐书待病痊。每怀徐孺子，衰世道能全。